# Istituto Gustave-Roussy
L'Istituto Gustave-Roussy è un centro oncologico situato a Villejuif nella Val-de-Marne in Francia. Nell'aprile 2019 sono state inaugurate tre nuove sale di radiologia interventistica, che lo rendono la più grande struttura di questo tipo in Europa interamente dedicata all'oncologia.
Gustave-Roussy è, su scala europea, il primo centro di assistenza, ricerca e insegnamento in oncologia.